# Jan Maas
Johannes Leonardus "Jan" Maas  (Steenbergen, 17 de juny de 1900 - Steenbergen, 5 de setembre de 1977) va ser un ciclista en pista neerlandès que fou professional a primers dels anys 30 del segle xx.
Abans de passar al professionalisme va prendre part en dos Jocs Olímpics. El 1924, a París, en què destaca una sisena posició en la contrarellotge per equips i una setena en els 50 quilòmetres. El 1928, a Amsterdam, guanyà una medalla de plata en la prova de persecució per equips, fent equip amb Jan Pijnenburg, Piet van der Horst i Janus Braspennincx.

## Palmarès
- 1924
  -  Campió dels Països Baixos dels 50 km
- 1928
  - 1r a la Den Haag-Brussel·les
  -  Medalla de plata als Jocs Olímpics d'Amsterdam en persecució per equips
- 1929
  -  Campió dels Països Baixos amateur
- 1931
  - 1r a Steenbergen